# Utajovaná informace
Utajovaná neboli klasifikovaná informace je citlivá informace, která může ohrozit zájmy nebo bezpečnost státu.

## Utajované informace v ČR
V České republice problematiku utajovaných informací, tedy jejich klasifikaci, způsob nakládání s nimi apod. řeší zákon č. 412/2005 Sb. o ochraně utajovaných informací a o bezpečnostní způsobilosti.
Stupeň utajení je klasifikace utajované informace na základě závažnosti důsledků jejího vyzrazení:
- vyhrazené – nevýhodné pro zájmy ČR (např. narušení činnosti ozbrojených sil, zpravodajských služeb, poškození významných ekonomických zájmů apod.)
- důvěrné – prostá újma zájmům ČR (např. zhoršení vztahů s cizí mocí, bojeschopnosti, ohrožení bezpečnosti jednotlivce apod.)
- tajné – vážná újma zájmům ČR (podobně jako u přísně tajné, avšak ne bezprostřední, a méně závažné)
- přísně tajné – mimořádně závažná újma zájmům ČR (např. bezprostřední ohrožení svrchovanosti, územní celistvosti nebo demokratických základů, rozsáhlé ztráty na životech nebo újmu na zdraví občanů, mimořádně vážné nebo dlouhodobé poškození ekonomiky)

Ochrana utajovaných informací se zajišťuje několika způsoby:
- personální bezpečnost
- průmyslová bezpečnost
- administrativní bezpečnost
- fyzická bezpečnost
- informační bezpečnost
- kryptografická ochrana

Vydáváním oprávnění pro přístup k utajovaným informacím na základě bezpečnostní prověrky se zabývá Národní bezpečnostní úřad.[nenalezeno v uvedeném zdroji]